# Relaciones Estados Federados de Micronesia-Venezuela
Las relaciones Micronesia-Venezuela se refieren a las relaciones internacionales que existen entre Micronesia y Venezuela.

## Historia
En 2019, durante la crisis presidencial de Venezuela, Micronesia reconoció a Juan Guaidó como presidente de Venezuela.